# Зубр (заказник)
«Зубр» — загальнозоологічний заказник місцевого значення в Україні. Розташований у межах Луцького району Волинської області, на північ/північний схід від села Звірів і на схід від села Муравище.
Площа 5530 га (площа заказника неодноразово змінювалась). Статус присвоєно згідно з рішенням облради від 18.08.2000 року № 13/6 (реорганізований 16.12.2003 року № 13/6; 28.11.2008 року № 24/14; 21.06.2012 року № 12/35; 31.07.2014 року № 27/64).
Перебуває у віданні: філія «Ківерцівське лісове господарство», Звірівське л-во (кв. 1–16, 21–27, 31–37, 43, кв. 44, вид. 1–14, 16, 19–21, 23–31, кв. 45), Муравищенське л-во (кв. 1–5, 6, 7, 12, 23, 24, 31–36, 43–47, 49), Сокиричівське л-во (кв. 1–5, 9–13, 123—129); Олицька селищна рада (173,0 га).
Статус присвоєно для збереження цінного лісового масиву з високобонітетних дубових, дубово-соснових і соснових лісових насаджень, раритетних видів рослин і тварин. Заказник є місцем мешкання зубра, занесеного до Червоної книги України та Міжнародної Червоної книги. Тут також водяться махаон, стрічкарка тополева, лелека чорний, підорлик малий, журавель сірий, пугач, сорокопуд сірий, горностай, борсук та інші види.
У 2010 році заказник «Зубр» увійшов до складу національного природного парку «Цуманська Пуща».

## Галерея

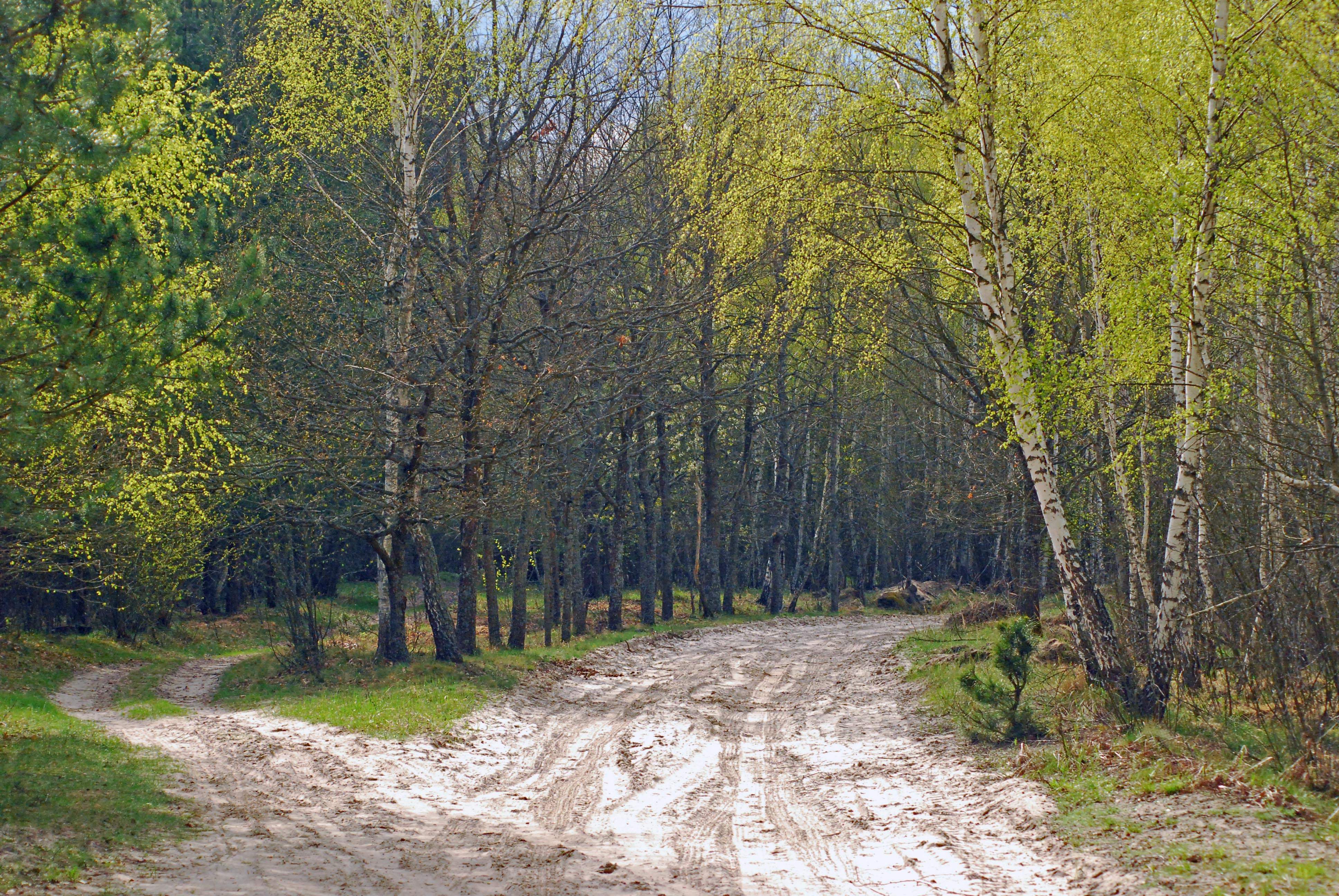
Лісова дорога
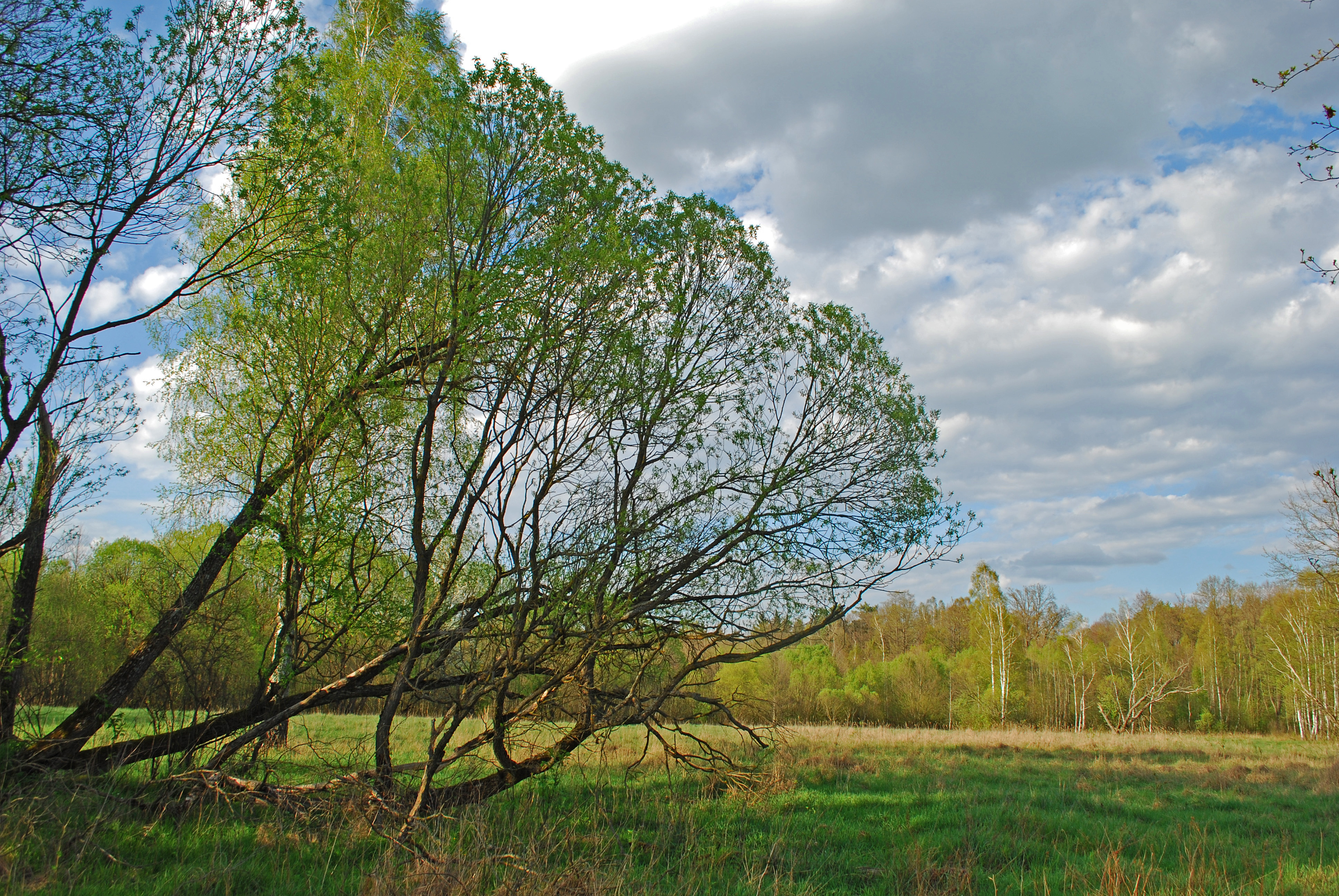
Лука в урочищі Гинин
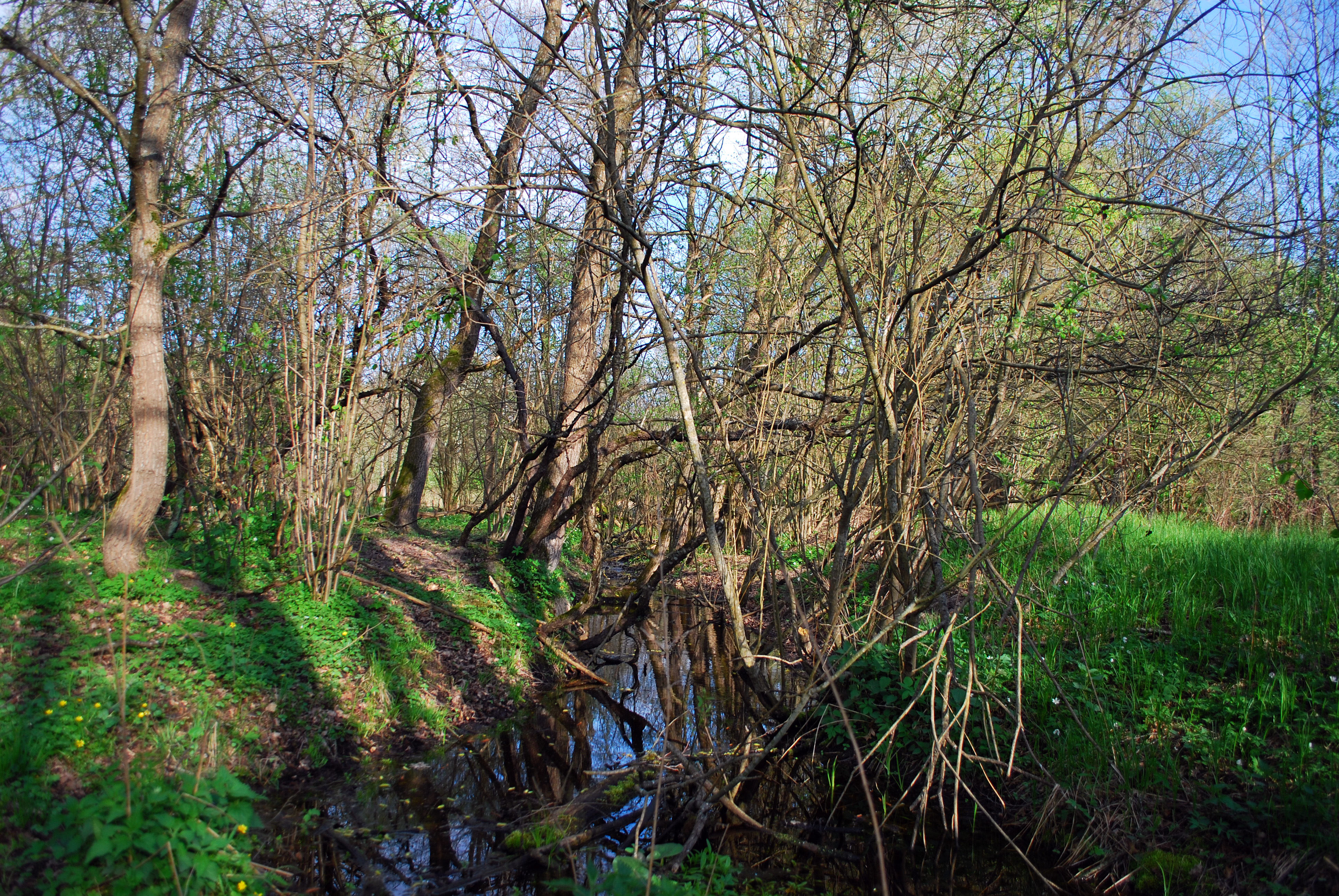
Важкопрохідна ділянка лісу
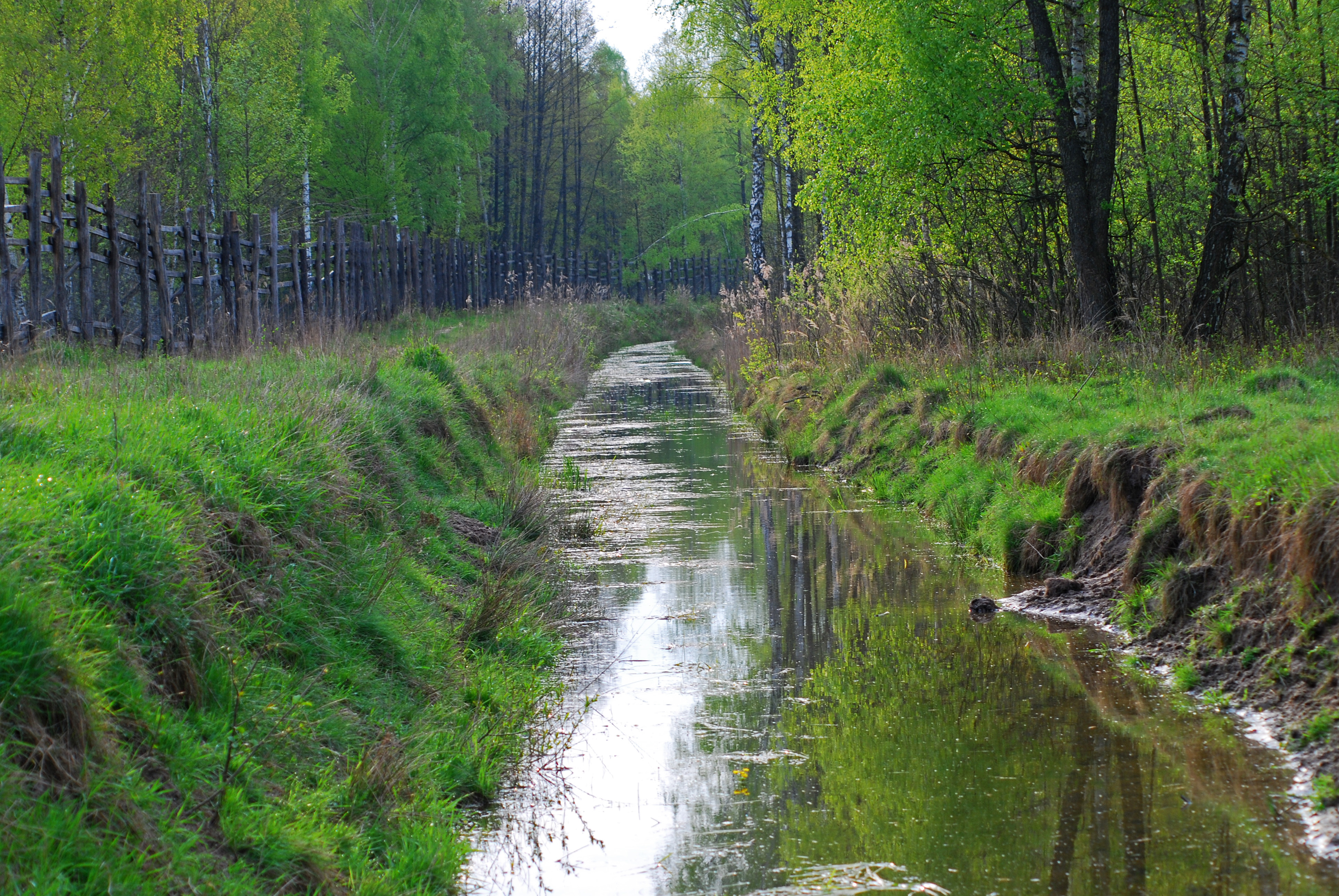
Меліоративний канал в заказнику
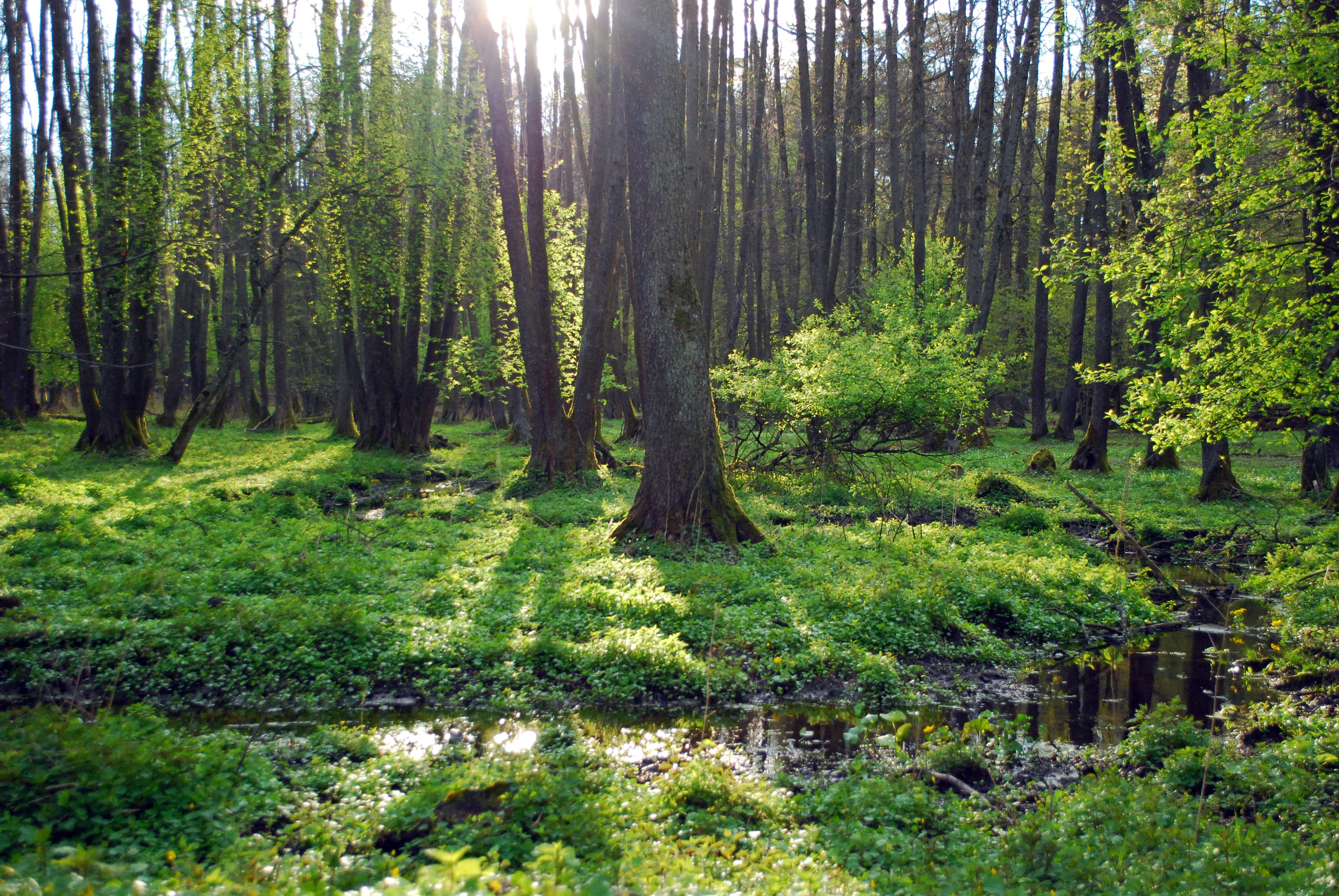
Потічок у Звірокотівському лісі
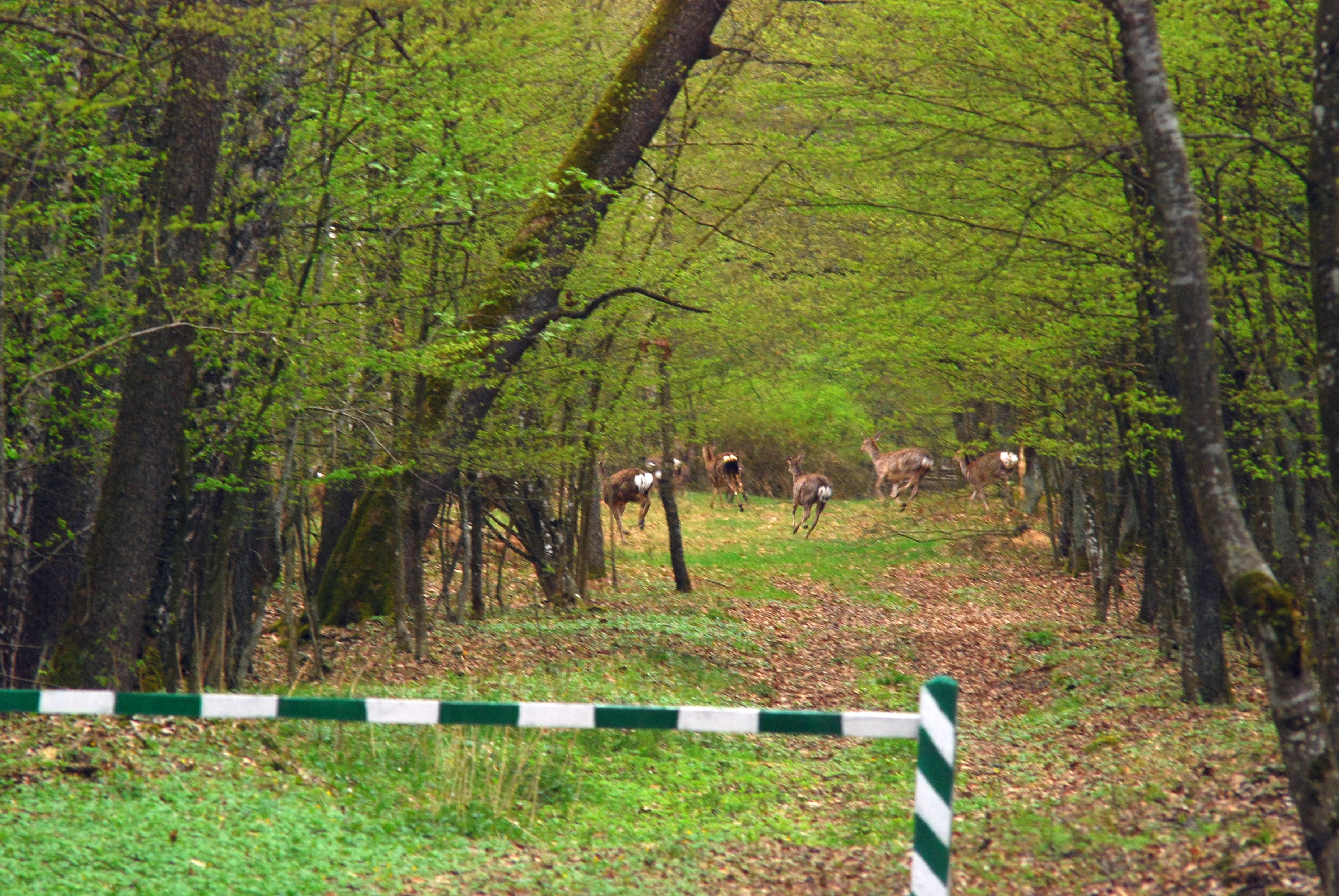
Тварини Звірокотівських лісів
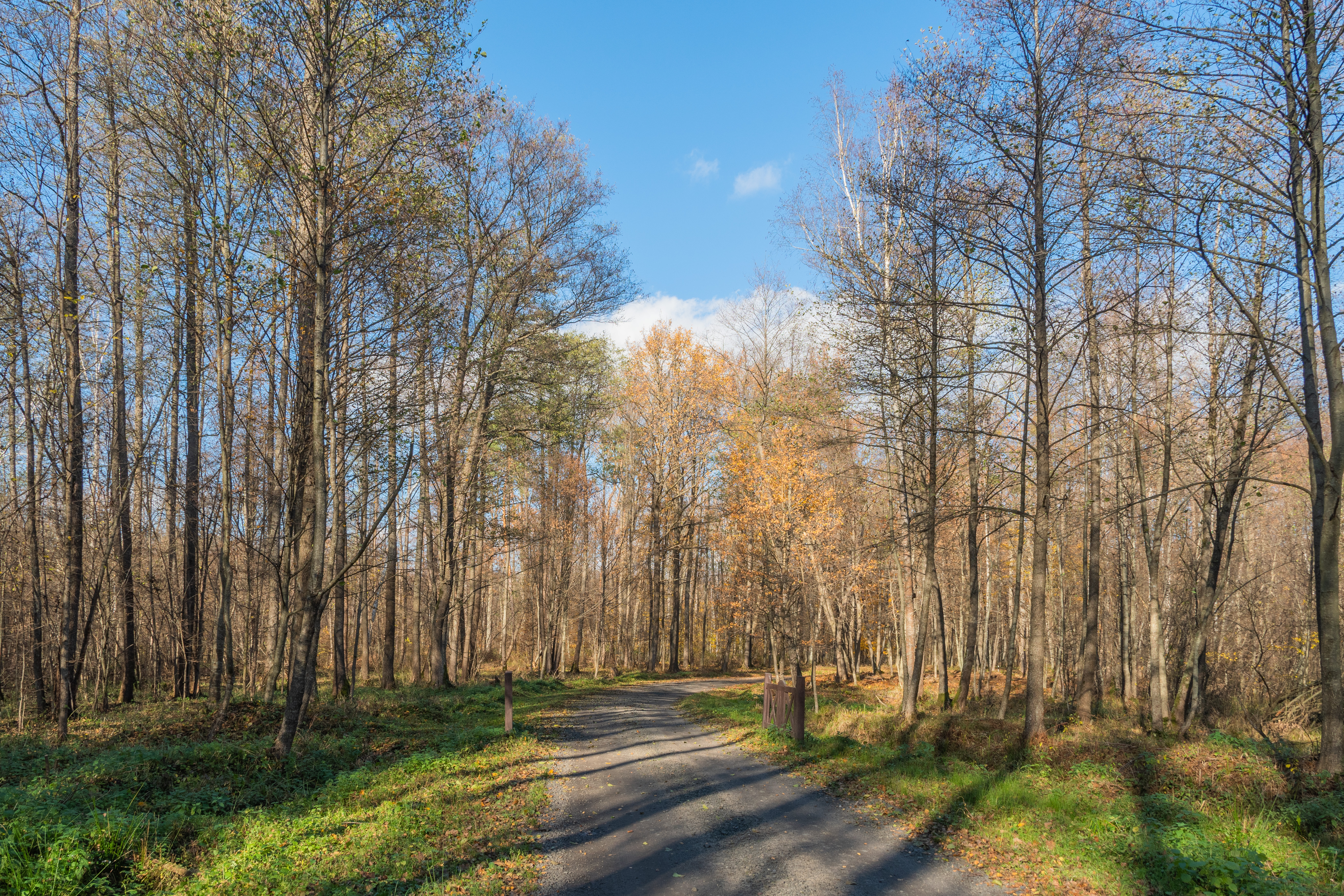
Догога у кв. № 32 Муравищенського лісництва
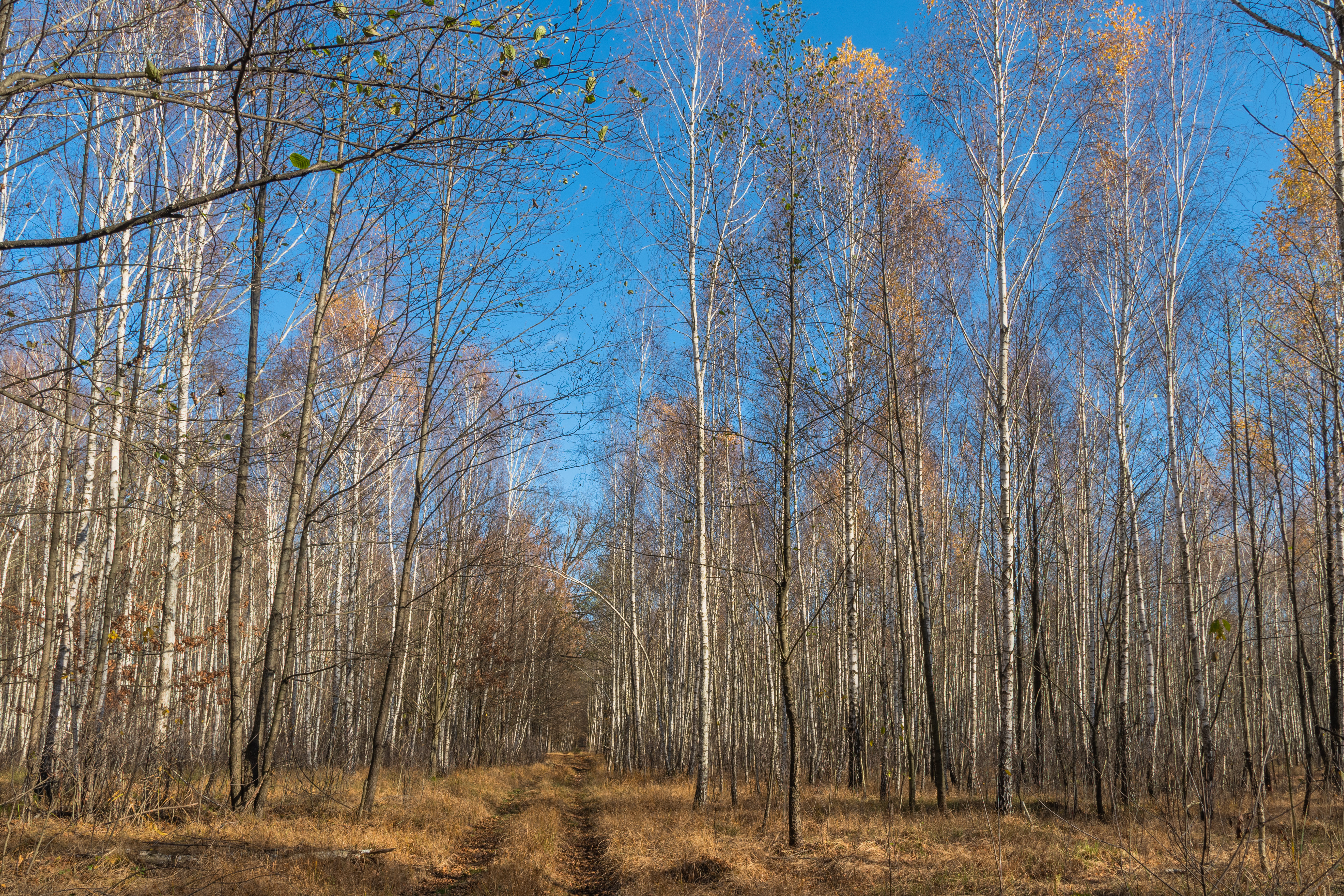
У кв. № 33 Муравищенського лісництва
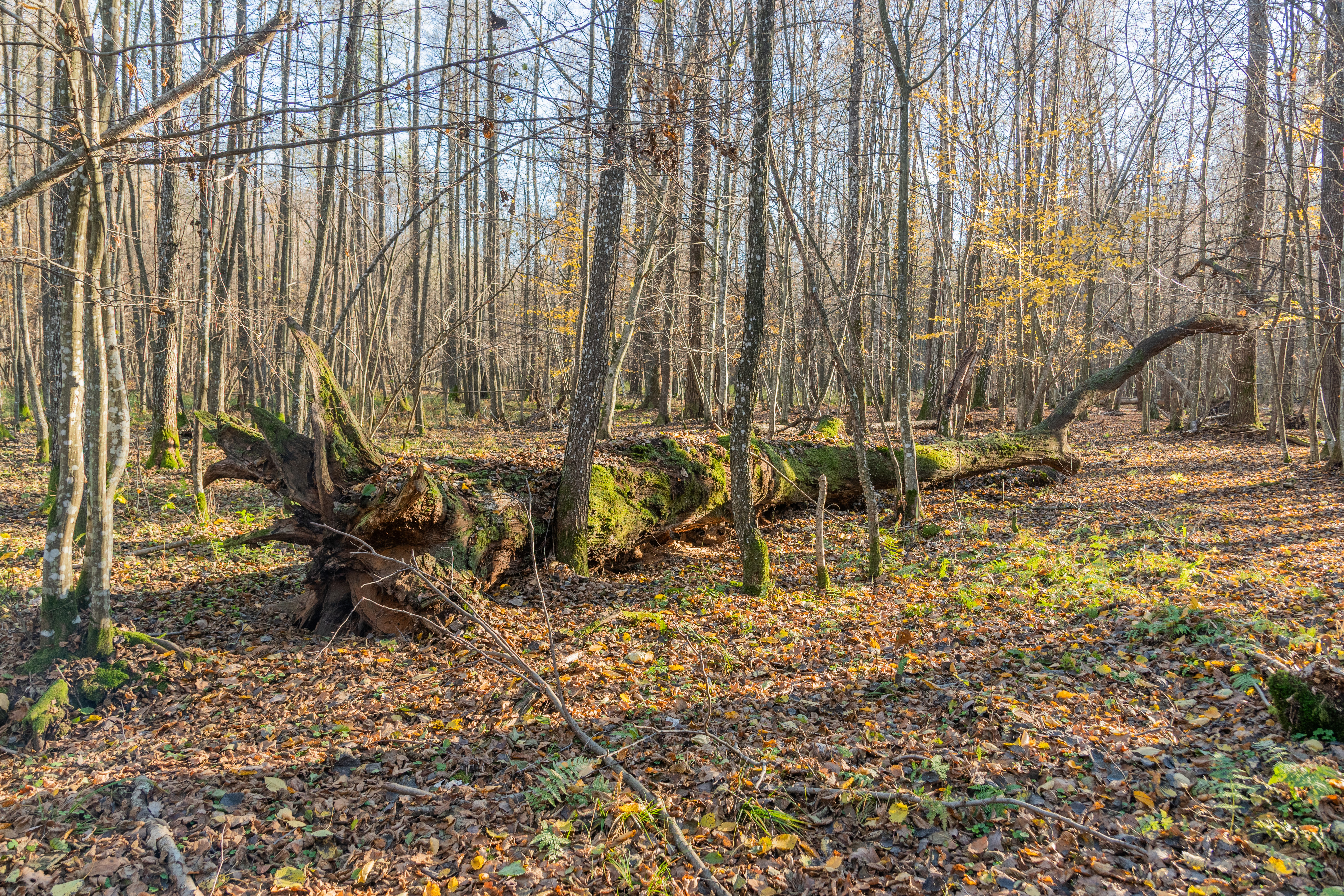
У кв. № 34 Муравищенського лісництва